# Меджеля, Георге
Георге Меджеля (рум. Gheorghe Megelea, р. 14 марта 1954) — румынский легкоатлет, призёр Олимпийских игр.
Родился в 1954 году в Решице. В 1973 году завоевал серебряную медаль чемпионата Европы среди юниоров. В 1975 году стал обладателем золотой медали Универсиады. В 1976 году стал бронзовым призёром Олимпийских игр в Монреале, после чего попросил политического убежища на Западе. Сначала жил в Великобритании, потом перебрался в Канаду. В 1980 году представлял Канаду на легкоатлетических соревнованиях в Филадельфии, устроенных в условиях бойкота в качестве альтернативы Московской Олимпиаде, где завоевал бронзовую медаль.